# Grønlig vintergrøn
Grønlig vintergrøn (Pyrola chlorantha) er en 10-25 cm høj, stedsegrøn urt der vokser på fattig jord, i Danmark typisk sandet jord. Den er meget sjælden i Danmark. I Norge, Sverige og Finland er den mere udbredt, men ikke almindelig - med undtagelse af Skåne, hvor den er ligeså sjælden som i Danmark.

## Beskrivelse
Grønlig vintergrøn er en lille plante med en roset af runde, let læderagtige, stedsegrønne blade. Fra midten af rosetten står en blomsterstilk med en klase af få, små, grønlig-hvide klokkeformede blomster. Den grønlige, hvide eller gullige griffel er lige så lang som kronbladene, og da klokken er helt åben, stikker griflen tydeligt ud af klokken. Den blomstrer i Danmark i juni-juli.
Roden er en jordstængel, der vokser meget langsomt.
Højde x bredde og årlig tilvækst: 30 x 15 cm (højden er inklusiv blomsterstilk).

## Udbredelse
Grønlig Vintergrøn er meget sjælden i Danmark, hvor den vokser på fattig jord, oftest i sandet jord i fyrreskove. I Danmark forekommer den kun i Nordjylland, på Sjælland og Bornholm, og er regnet som en truet art på den danske rødliste.
Den er mindre sjælden i de andre nordiske lande (undtagen Island, hvor den mangler). Globalt har arten såkaldt cirkumboreal udbredelse, dvs. den findes i boreal skov på hele den nordlige halvkugle. Udover Norden vil det bl.a. sige i Rusland, USA og Canada.

## Økologi
Forekomster af Vintergrøn er ofte meget lokale. De kan forekomme i større bestande i et lille område og mangle helt i naboområder. Vintergrøn er afhængig af mykorrhiza (samliv med en svamp).